# Roccantica
Roccantica es un municipio italiano situado en la provincia de Rieti, en el Lacio. Tiene una población estimada, a fines de octubre de 2023, de 543 habitantes.

## Evolución demográfica
| Gráfica de evolución demográfica de Roccantica entre 1861 y 2023 |
|                                                                  |
| Fuente: ISTAT - Elaboración gráfica de Wikipedia                 |